# Pannonhalmi járás
A Pannonhalmi járás Győr-Moson-Sopron vármegyéhez tartozó járás Magyarországon, amely 2013-ban jött létre. Székhelye Pannonhalma. Területe 312,35 km², népessége 15 273 fő, népsűrűsége 49 fő/km² volt a 2012. évi adatok szerint. Egy város (Pannonhalma) és 16 község tartozik hozzá.
A Pannonhalmi járás a járások 1983-as megszüntetése előtt is létezett, ezen a néven 1941-től, korábbi elnevezése Pusztai járás volt, és az 1950-es járásrendezéskor szüntették meg. Székhelye az állandó járási székhelyek kijelölése (1886) óta mindig Pannonhalma volt, de a települést 1965 előtt Győrszentmártonnak hívták.

## Települései
| Település         | Rang (2013. július 15.) | Kistérség (2013. január 1.) | Népesség (2012. január 1.) | Terület (km²) |
| ----------------- | ----------------------- | --------------------------- | -------------------------- | ------------- |
| Pannonhalma       | járásszékhely város     | Pannonhalmai                | 3 937                      | 29,58         |
| Bakonygyirót      | község                  | Pannonhalmai                | 148                        | 6,85          |
| Bakonypéterd      | község                  | Pannonhalmai                | 279                        | 10,02         |
| Bakonyszentlászló | község                  | Pannonhalmai                | 1 703                      | 38,51         |
| Écs               | község                  | Pannonhalmai                | 1 809                      | 19,84         |
| Fenyőfő           | község                  | Pannonhalmai                | 107                        | 29,65         |
| Győrasszonyfa     | község                  | Pannonhalmai                | 494                        | 6,48          |
| Lázi              | község                  | Pannonhalmai                | 570                        | 16,79         |
| Nyalka            | község                  | Pannonhalmai                | 461                        | 12,86         |
| Pázmándfalu       | község                  | Pannonhalmai                | 973                        | 19,38         |
| Ravazd            | község                  | Pannonhalmai                | 1 210                      | 28,55         |
| Románd            | község                  | Pannonhalmai                | 279                        | 9,86          |
| Sikátor           | község                  | Pannonhalmai                | 291                        | 13,73         |
| Táp               | község                  | Pannonhalmai                | 699                        | 19,88         |
| Tápszentmiklós    | község                  | Pannonhalmai                | 948                        | 20,75         |
| Tarjánpuszta      | község                  | Pannonhalmai                | 385                        | 8,44          |
| Veszprémvarsány   | község                  | Pannonhalmai                | 980                        | 21,18         |